# 大黒寺 (京都市伏見区)
大黒寺（だいこくじ）は、京都府京都市伏見区鷹匠町にある、真言宗東寺派の寺院である。通称は薩摩寺（さつまでら）。

## 歴史
開創は空海とも真如とも伝えられる真言宗の寺で、もとは長福寺と称した。
元和元年（1615年）、薩摩藩主島津義弘が、薩摩藩邸からも近いこの寺を藩の祈祷所とすべく、伏見奉行山口駿河守に懇願したことで、寺名は薩摩の守り本尊「出世大黒天」にちなみ「大黒寺」とされ、本尊は大黒天となった。ただ、当時より一般には「薩摩寺」の通り名で呼ばれていたという。爾来、薩摩藩ゆかりの寺となる。
幕末期には志士達の密儀がたびたび寺内で行われていたという。寺田屋事件の九烈士もこの地に葬られており、遺品や書・歌などが今でも寺内に保管されているほか、西郷隆盛、大久保利通らの会談の部屋もそのまま残されている。また、近代になり平田靱負の墓所が移設されている。1752年から1755年に薩摩藩が担当した木曽川・長良川・揖斐川の治水工事では工事途中で流されたこと影響などもあり300万両もの巨額な費用がかかった。その責任をとって薩摩藩家老の平田靱負は自刃した。
屋根瓦には、藩主島津家の家紋である丸に十字があしらわれている。
幽霊子育飴伝説がある。幽霊とは八代美津女（やしろ･みつめ）（田尻稲次郎の兄嫁）のことであり、大黒寺ではその位牌を祀っている。

## 境内

### 伽藍ほか
- 本尊：秘仏の大黒天は、金張の厨子の中の小さな御仏で甲子の年に開帳（弘法大師空海の作と伝えられる）[5]。
- 脇：不動明王、毘沙門天
- 脇段：観世音菩薩
- 金運清水：霊験あらたかな水
- 西郷隆盛、大久保利通の会談の部屋、ゆかりの書や歌、肖像なども保存。
- 屋根瓦：ご本尊の大黒天を模した像と、丸に十字が入った紋。

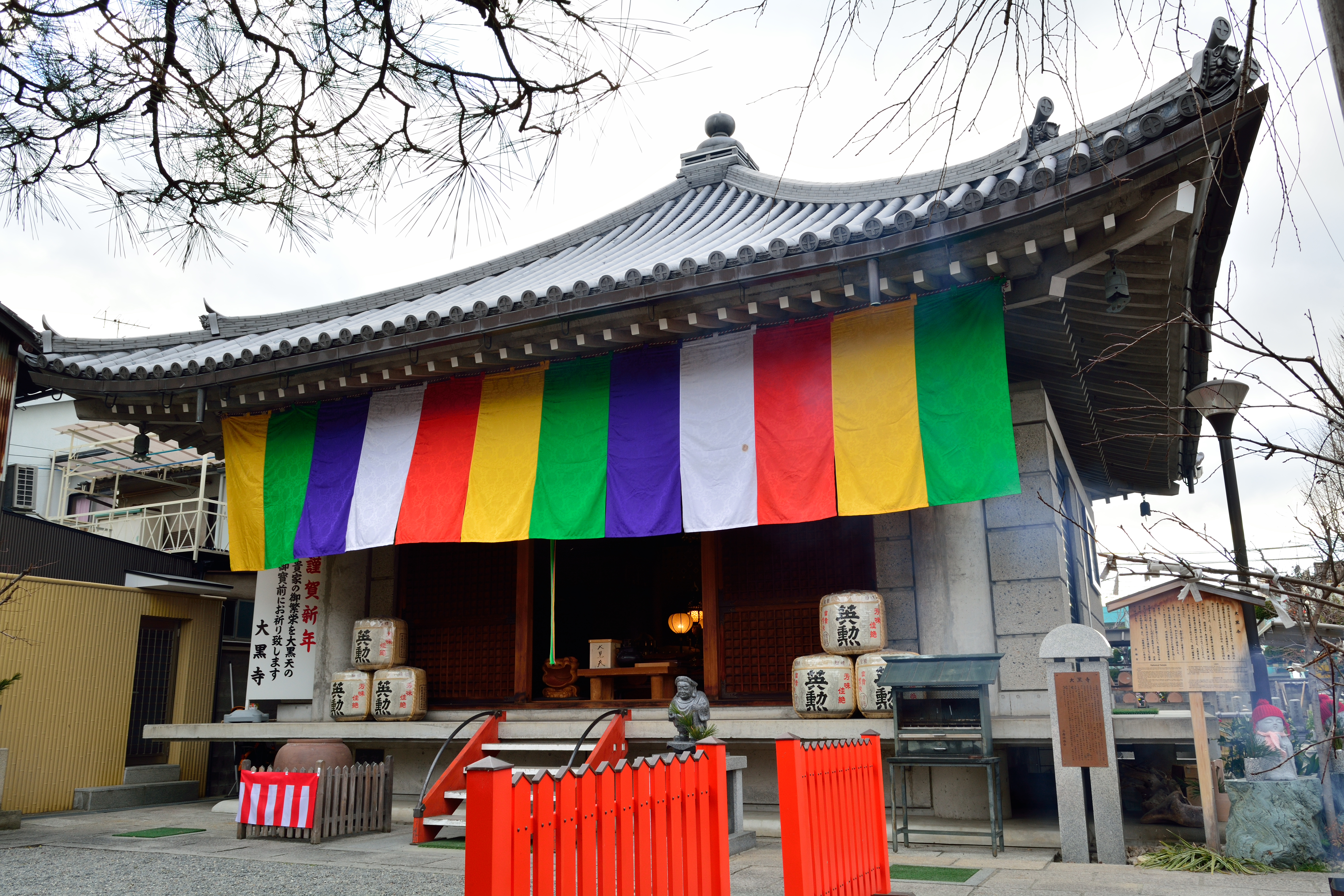
本尊
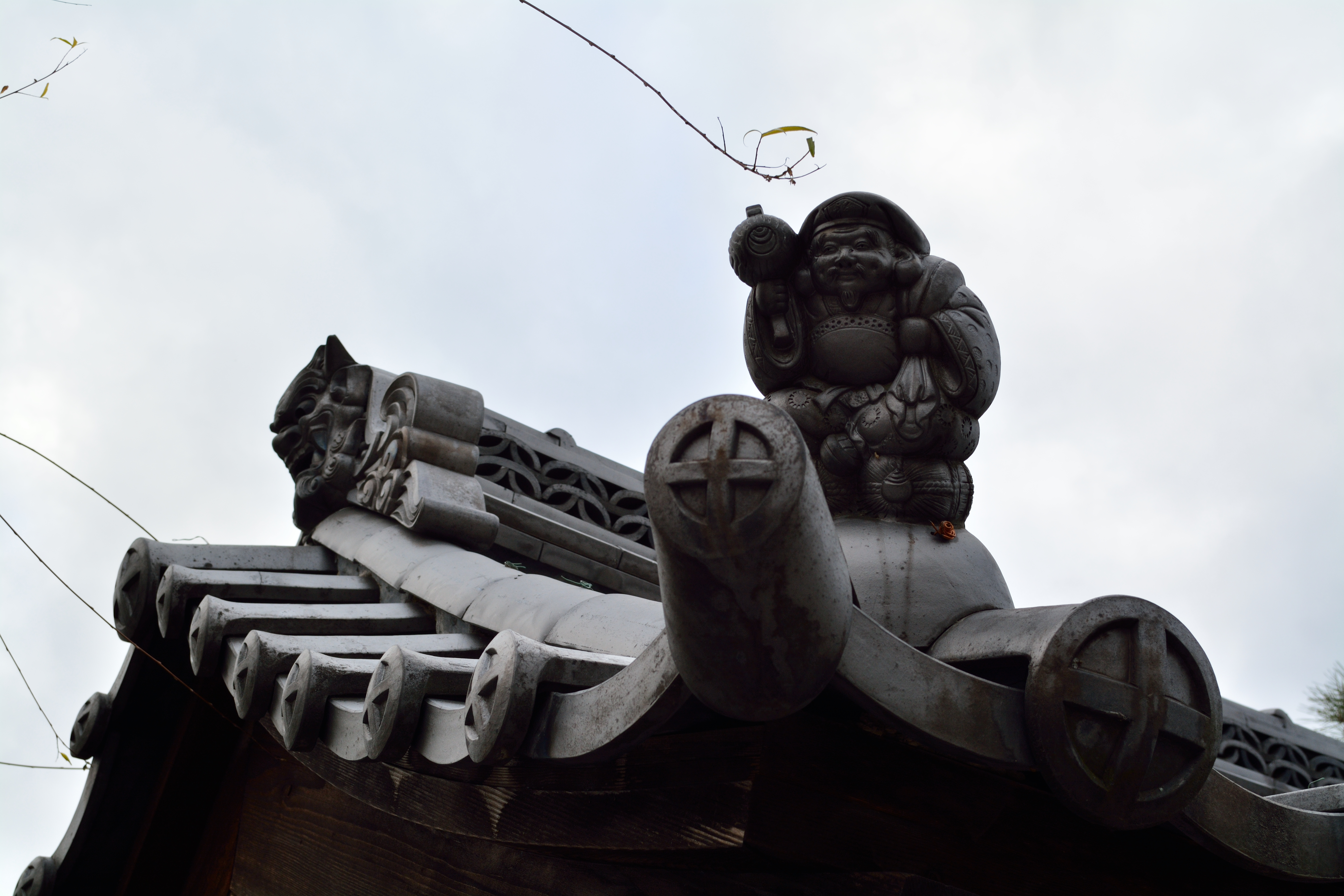
門の屋根瓦と大黒像
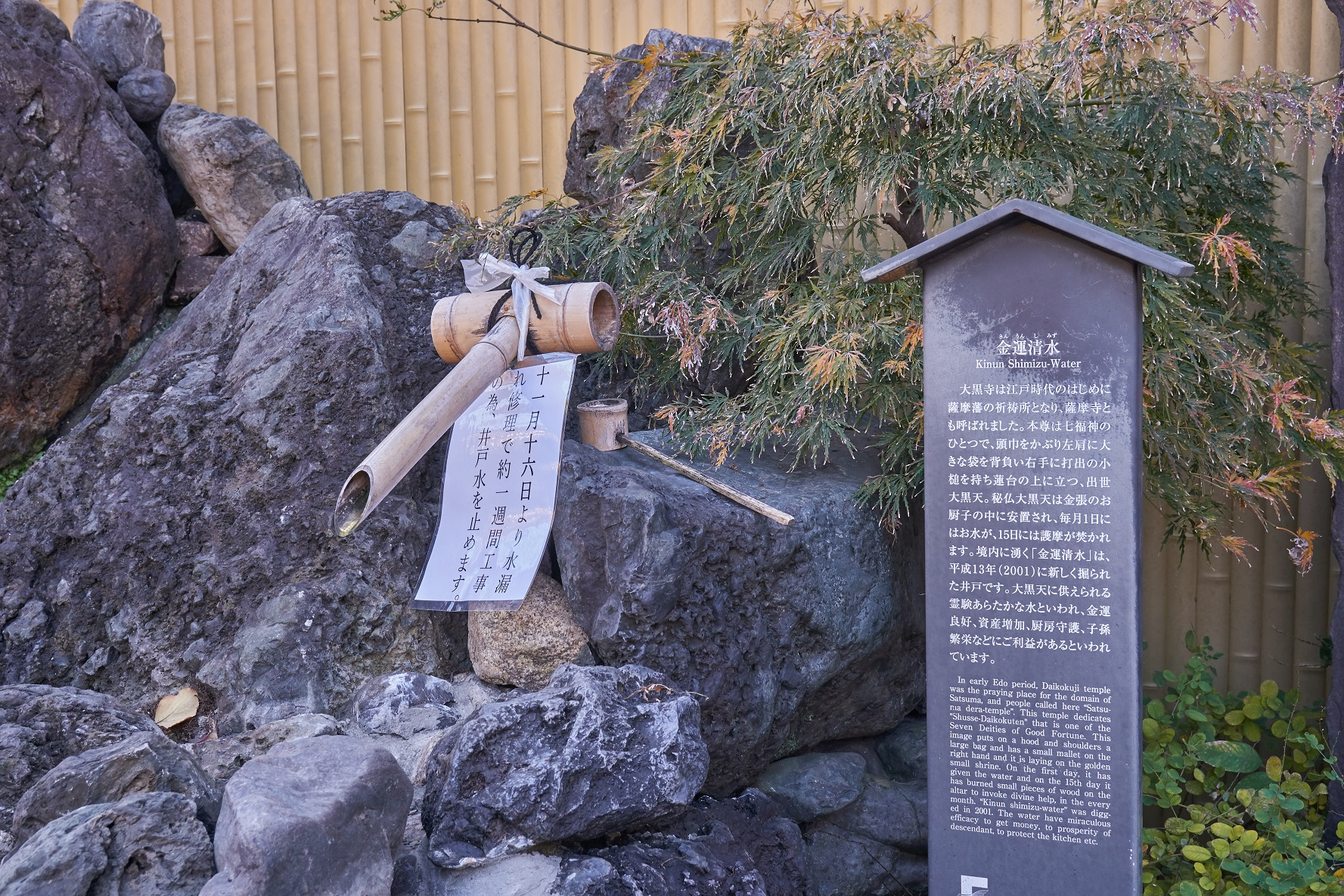
金運清水
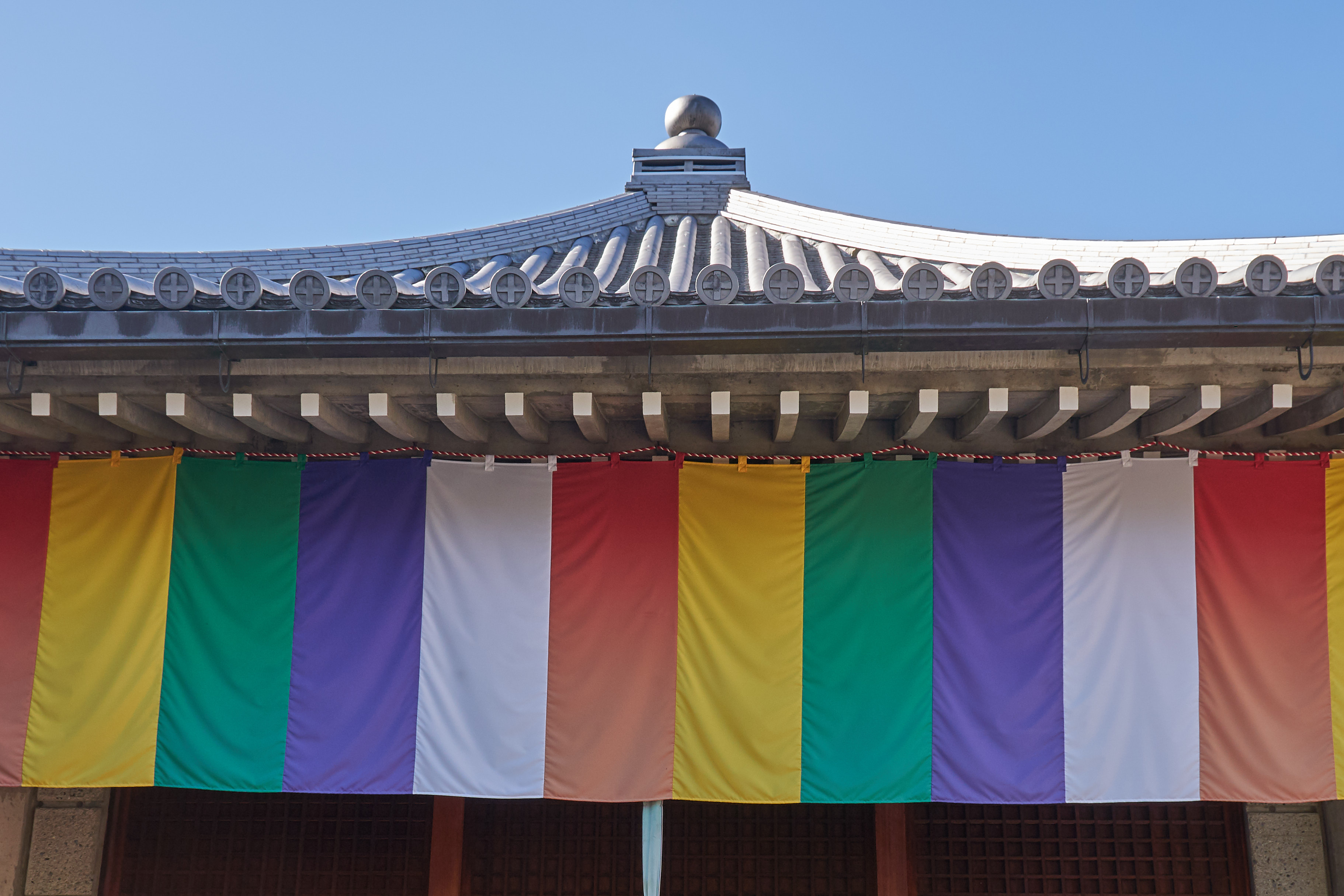
丸に十字紋の屋根瓦

### 墓所、札所
- 薩摩藩家老平田靱負（ゆきえ）：木曽川治水工事の責任をとり、詰め腹を切った。
- 薩摩9烈士[6]：文久2年（1862年）、寺田屋事件で犠牲となった薩摩藩勤王党有馬新七等九士の墓。墓石の横にある碑文は、西郷隆盛筆。
- 天明の伏見義民の遺髪塔（文殊九助ら7名）[7]
- 京都六大黒天霊場第6番札所
- 伏見五福めぐり、伏見七福神

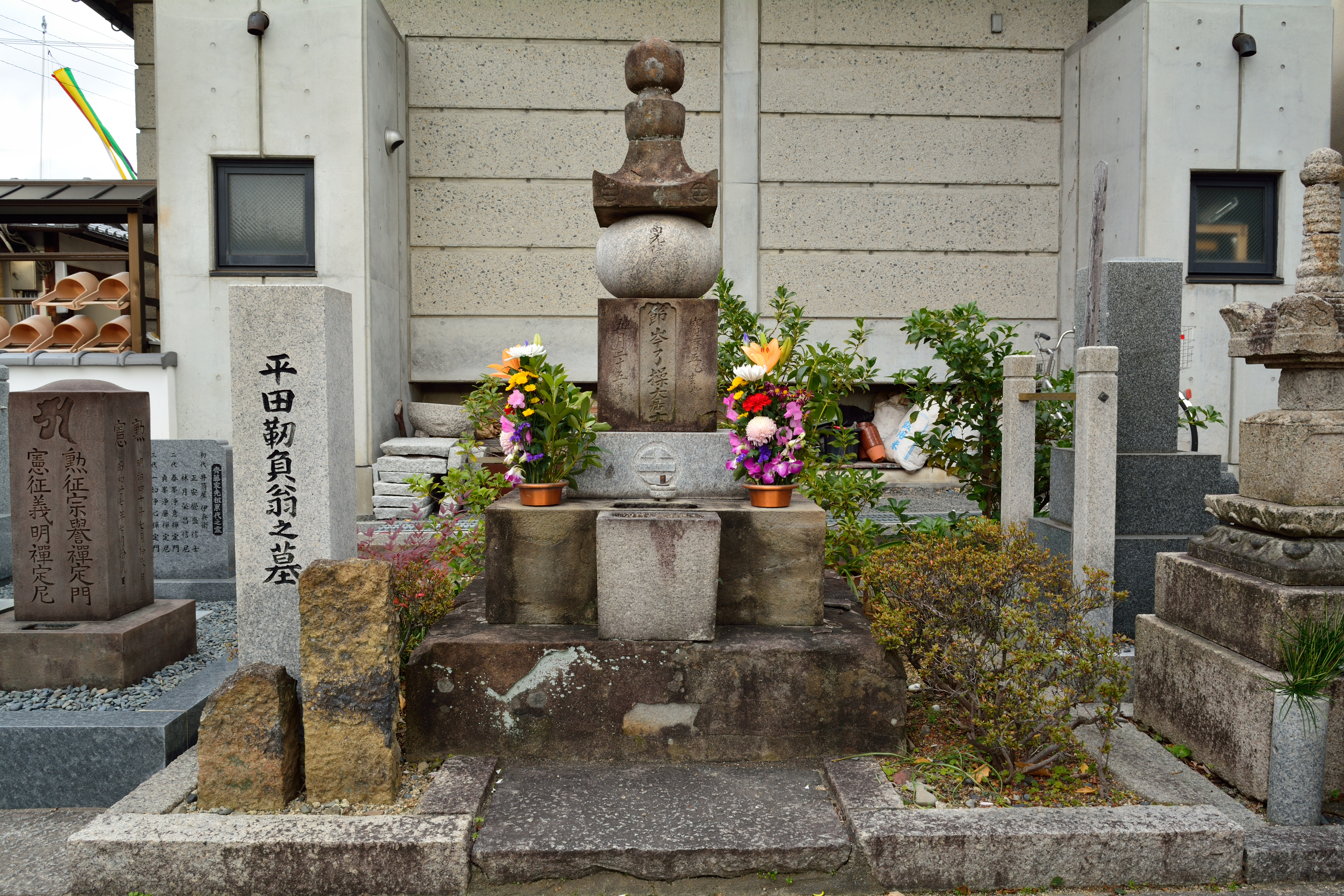
平田靱負翁之墓
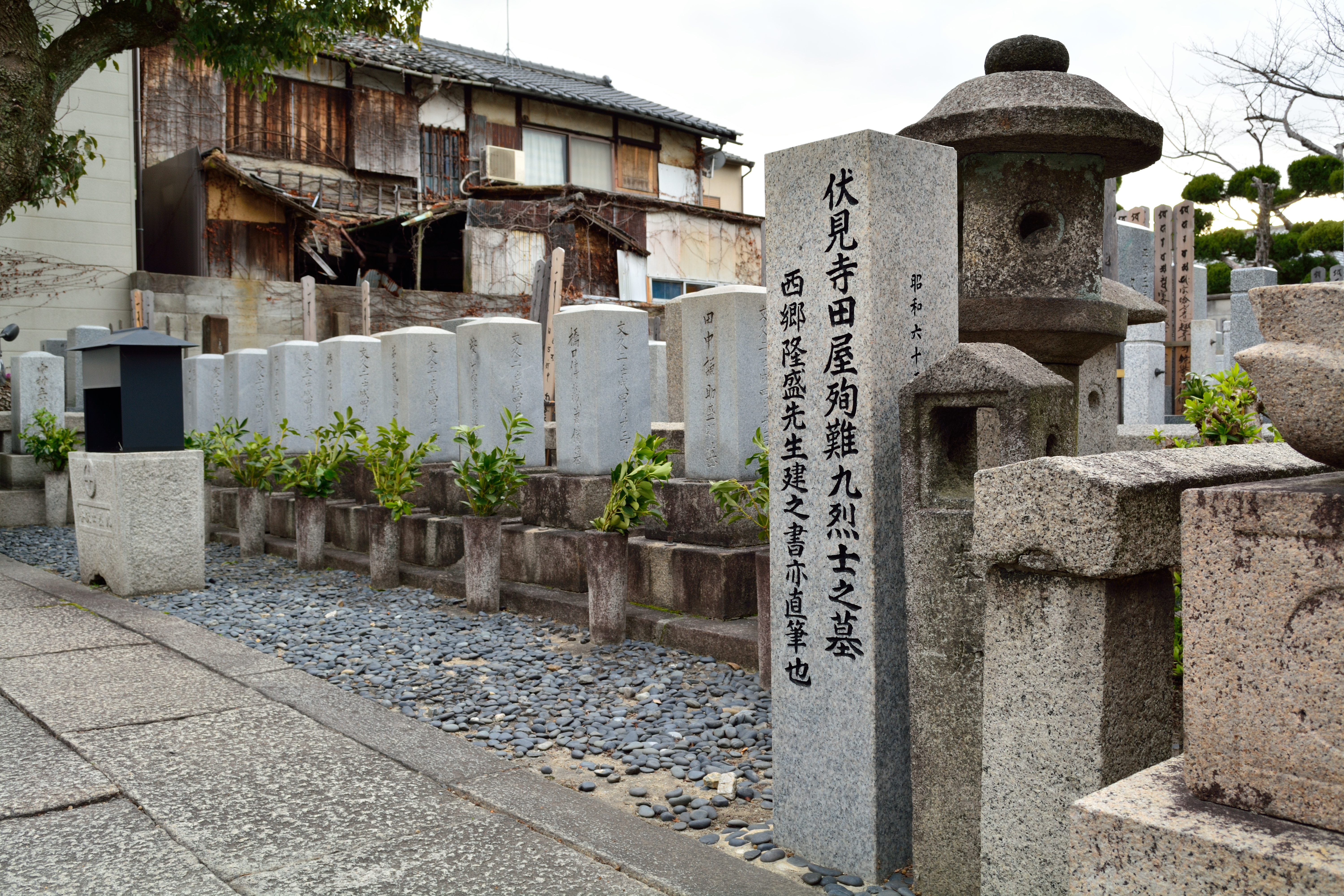
伏見寺田屋殉難九烈士之墓

## 交通アクセス
- 京阪本線近鉄京都線丹波橋駅徒歩5分[8]
- 京都市営バス肥後町バス停より東へ300メートル[5]

## 周辺
- 金札宮
- 京都市伏見区役所
- 京都市伏見中央図書館